# Josef Mánes
Pour les articles homonymes, voir famille Mánes et Manes.
Josef Mánes (12 mai 1820 - 9 décembre 1871 à Prague) est un peintre tchèque.
Il est initié à la peinture par son père, Antonín Mánes (1784 - 1843), peintre paysagiste. Son frère Quido Mánes, sa sœur Amalie Mánesová et son oncle Václav Mánes sont eux aussi de peintres reconnus.
Ses œuvres sont principalement des paysages, des portraits et des tableaux historiques.

## Œuvres

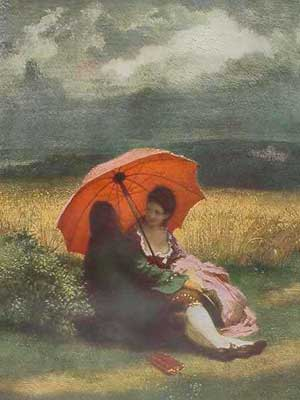
Milenci

- Il est l'auteur du cadran de l'horloge astronomique de Prague qui est refait au XIXe siècle.
- Il a dessiné le premier uniforme du mouvement Sokol